# Fort McMurray
Fort McMurray là một khu dân cư trong khu vực hành chính (RM) Wood Buffalo ở Alberta, Canada. Nó nằm ở phía bắc Alberta, nằm giữa túi dầu Athabasca và được rừng Taiga bao xung quanh. Nó đã đóng một vai trò quan trọng trong sự phát triển của ngành dầu lửa tại Canada. Một vụ cháy rừng nghiêm trọng vào tháng 5 năm 2016 dẫn đến việc di tản dân cư ra khỏi khu vực và gây thiệt hại lan rộng.